# Championnat du monde de Formule 1 2000
Navigation
1999 2001

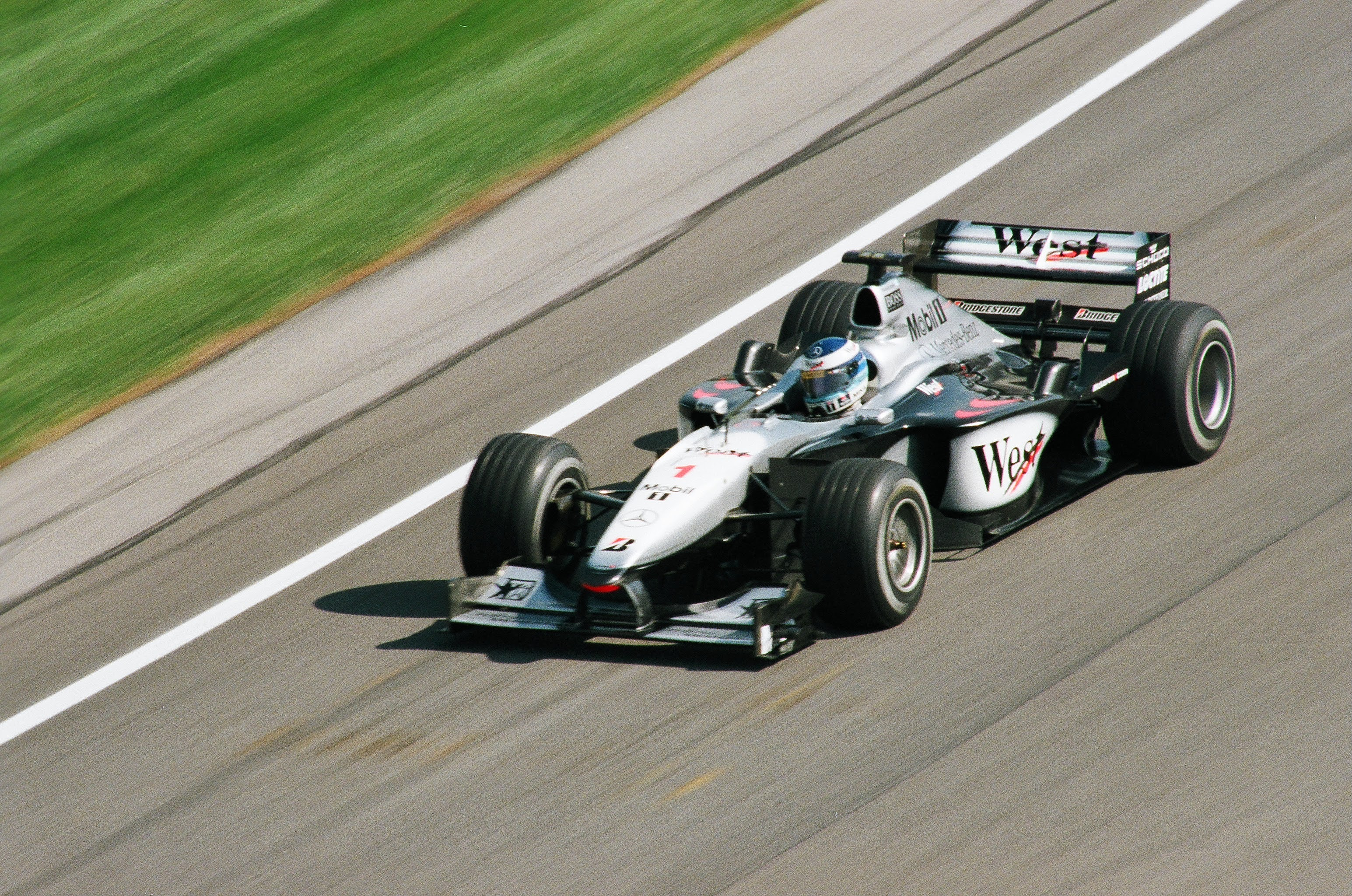
Mika Häkkinen au GP des États-Unis en 2000.

Le championnat  du monde de Formule 1 2000 est remporté par l'Allemand Michael Schumacher sur une Ferrari. Ferrari remporte le championnat du monde des constructeurs.
Michael Schumacher semble bien parti pour combler un vide de vingt-et-un ans chez Ferrari en remportant les trois premières courses de la saison au volant de la F1-2000, ce qui l'installe solidement en tête du championnat. La suite est pourtant plus difficile. Après trois abandons successifs lors des Grand Prix de France, d'Autriche et d'Allemagne, il voit le double tenant du titre finlandais, Mika Häkkinen, revenir sur ses talons et le dépasser au classement comme sur la piste, lors d'une manœuvre restée fameuse dans la ligne droite de Kemmel à Spa-Francorchamps, quittant la Belgique avec six points d'avance.
C'est toutefois le chant du cygne du pilote de la McLaren MP4-15-Mercedes : Schumacher remporte les quatre dernières courses de la saison, égale le record de neuf victoires en une année qu'il codétient avec Nigel Mansell, en établit un nouveau en termes de points (108) et s'assure de son troisième titre, après 1994 et 1995, à une course de la fin en s'imposant au Grand Prix du Japon, sa victoire à Suzuka lui offrant le titre. 
Il est le premier pilote champion du monde sur Ferrari depuis Jody Scheckter en 1979. L'écurie de Maranello remporte son dixième titre constructeurs au terme d'une saison où McLaren-Mercedes, avec Häkkinen (quatre victoires) et David Coulthard (trois victoires), reste la seule autre équipe à avoir gagné des courses.

## Repères

### Pilotes
Débuts en tant que pilote-titulaire : 
- Nick Heidfeld chez Prost.
- Gaston Mazzacane chez Minardi.
- Jenson Button chez Williams.
- Luciano Burti chez Jaguar Racing pour le Grand Prix d'Autriche pour remplacer Eddie Irvine malade.

 Transferts : 
- Rubens Barrichello quitte Stewart pour Ferrari.
- Eddie Irvine quitte Ferrari pour Jaguar Racing.
- Mika Salo quitte Ferrari pour Sauber.
- Jean Alesi quitte Sauber pour Prost.
- Jarno Trulli quitte Prost pour Jordan.
- Olivier Panis quitte Prost pour devenir le pilote de réserve de McLaren.

 Retraits : 
- Damon Hill (champion du monde 1996, 115 GP, 22 victoires et 360 points entre 1992 et 1999).
- Shinji Nakano (33 GP et 2 points entre 1997 et 1998).
- Toranosuke Takagi (32 GP en 1998 et 1999).
- Alessandro Zanardi (40 GP et 1 point entre 1991 et 1999).

 Retour : 
- Jos Verstappen (57 GP et 11 points entre 1994 et 1998) chez Arrows.

### Écuries
- L'écurie Stewart Grand Prix devient Jaguar Racing.
- Fournitures de moteurs BMW pour l'écurie Williams.
- Fournitures de moteurs Ford pour l'écurie Jaguar Racing.
- Fournitures de moteurs Fondmetal pour l'écurie Minardi.
- Fournitures de moteurs Honda pour l'écurie British American Racing.
- Fournitures de moteurs Supertec pour l'écurie Arrows.

### Circuits
- Le Grand Prix des États-Unis fait sa réapparition après 9 ans d'absence. Il se déroulera à Indianapolis.

## Règlement sportif: les nouveautés
- La vitesse dans les stands est limité à 60 km/h lors des essais (contre 80 km/h en 1999) et 80 km/h en course (contre 120 km/h en 1999), sauf au Grand Prix de Monaco, 60 km/h en permanence.
- Les essais privés sont désormais interdits pendant les 7 jours précédant un Grand Prix, seul un essai de roulage de 50 km est autorisé durant cette période.
- Toute nouvelle écurie désirant participer au championnat du monde doit déposer une caution de 48 millions de dollars au lieu de 500 000 auparavant. Cette caution sera remboursée avec intérêts en douze versements annuels.
- Si l'écurie annule son engagement, la caution sera conservée dans son intégralité par la FIA.

## Règlement technique: les nouveautés
- Contrôle accru des systèmes électroniques (processeurs et programmes) pour prévenir toute aide au pilotage.
- Réduction du taux de soufre et des composés aromatiques (benzène et dérivés) du carburant par rapport à 1999.
- Crash-test plus sévère qu'en 1999.
- Renforcement de la structure antitonneau (arceau de sécurité).
- Nouvelle augmentation des dimensions des protections des bords du cockpit.
- Contrôle accru des dimensions du fond plat et nouvelle définition plus stricte des caractéristiques du patin.

## Pilotes et monoplaces
| Écurie                         | Constructeur | Châssis    | Moteur            | Pneus | no | Pilotes               | Pilotes d'essais et de réserve                                                                |
| ------------------------------ | ------------ | ---------- | ----------------- | ----- | -- | --------------------- | --------------------------------------------------------------------------------------------- |
| West McLaren Mercedes          | McLaren      | MP4-15     | Mercedes V10      | B     | 1  | Mika Häkkinen         | Olivier Panis                                                                                 |
| West McLaren Mercedes          | McLaren      | MP4-15     | Mercedes V10      | B     | 2  | David Coulthard       | Olivier Panis                                                                                 |
| Scuderia Ferrari Marlboro      | Ferrari      | F1-2000    | Ferrari V10       | B     | 3  | Michael Schumacher    | Luca Badoer Thomas Biagi                                                                      |
| Scuderia Ferrari Marlboro      | Ferrari      | F1-2000    | Ferrari V10       | B     | 4  | Rubens Barrichello    | Luca Badoer Thomas Biagi                                                                      |
| Benson & Hedges Jordan         | Jordan       | EJ10 EJ10B | Mugen-Honda V10   | B     | 5  | Heinz-Harald Frentzen | Tomáš Enge Andrew Gilbert-Scott Takuma Satō                                                   |
| Benson & Hedges Jordan         | Jordan       | EJ10 EJ10B | Mugen-Honda V10   | B     | 6  | Jarno Trulli          | Tomáš Enge Andrew Gilbert-Scott Takuma Satō                                                   |
| Jaguar Racing                  | Jaguar       | R1         | Ford Cosworth V10 | B     | 7  | Eddie Irvine          | Luciano Burti André Lotterer Dario Franchitti Tomas Scheckter                                 |
| Jaguar Racing                  | Jaguar       | R1         | Ford Cosworth V10 | B     | 7  | Luciano Burti         | Luciano Burti André Lotterer Dario Franchitti Tomas Scheckter                                 |
| Jaguar Racing                  | Jaguar       | R1         | Ford Cosworth V10 | B     | 8  | Johnny Herbert        | Luciano Burti André Lotterer Dario Franchitti Tomas Scheckter                                 |
| BMW Williams F1 Team           | Williams     | FW22       | BMW E41-4 V10     | B     | 9  | Ralf Schumacher       | Bruno Junqueira Jörg Müller Warren Hughes                                                     |
| BMW Williams F1 Team           | Williams     | FW22       | BMW E41-4 V10     | B     | 10 | Jenson Button         | Bruno Junqueira Jörg Müller Warren Hughes                                                     |
| Mild Seven Benetton Playlife   | Benetton     | B200       | Playlife V10      | B     | 11 | Giancarlo Fisichella  | Hidetoshi Mitsusada Antônio Pizzonia Oliver Gavin Giorgio Pantano Fernando Alonso Mark Webber |
| Mild Seven Benetton Playlife   | Benetton     | B200       | Playlife V10      | B     | 12 | Alexander Wurz        | Hidetoshi Mitsusada Antônio Pizzonia Oliver Gavin Giorgio Pantano Fernando Alonso Mark Webber |
| Gauloises Prost Peugeot        | Prost        | AP03       | Peugeot V10       | B     | 14 | Jean Alesi            | Stéphane Sarrazin Enrique Bernoldi Oriol Servià                                               |
| Gauloises Prost Peugeot        | Prost        | AP03       | Peugeot V10       | B     | 15 | Nick Heidfeld         | Stéphane Sarrazin Enrique Bernoldi Oriol Servià                                               |
| Red Bull Sauber Petronas       | Sauber       | C19        | Petronas V10      | B     | 16 | Pedro Diniz           | Enrique Bernoldi Kimi Räikkönen                                                               |
| Red Bull Sauber Petronas       | Sauber       | C19        | Petronas V10      | B     | 17 | Mika Salo             | Enrique Bernoldi Kimi Räikkönen                                                               |
| Arrows F1 Team                 | Arrows       | A21        | Supertec V10      | B     | 18 | Pedro de la Rosa      | Mark Webber Antônio Pizzonia Gaston Mazzacane                                                 |
| Arrows F1 Team                 | Arrows       | A21        | Supertec V10      | B     | 19 | Jos Verstappen        | Mark Webber Antônio Pizzonia Gaston Mazzacane                                                 |
| Telefónica Minardi Fondmetal   | Minardi      | M02        | Fondmetal V10     | B     | 20 | Marc Gené             | Fernando Alonso Giorgio Vinella                                                               |
| Telefónica Minardi Fondmetal   | Minardi      | M02        | Fondmetal V10     | B     | 21 | Gaston Mazzacane      | Fernando Alonso Giorgio Vinella                                                               |
| Lucky Strike Reynard BAR Honda | BAR          | 002        | Honda V10         | B     | 22 | Jacques Villeneuve    | Darren Manning Takuma Satō Marc Hynes                                                         |
| Lucky Strike Reynard BAR Honda | BAR          | 002        | Honda V10         | B     | 23 | Ricardo Zonta         | Darren Manning Takuma Satō Marc Hynes                                                         |

## Grands Prix de la saison 2000
| no  | Date         | Grand Prix                    | Lieu              | Vainqueur          | Écurie           | Pole position      | Record du tour     | Résumé |
| --- | ------------ | ----------------------------- | ----------------- | ------------------ | ---------------- | ------------------ | ------------------ | ------ |
| 647 | 12 mars      | Grand Prix d'Australie        | Melbourne         | Michael Schumacher | Ferrari          | Mika Häkkinen      | Rubens Barrichello | Résumé |
| 648 | 26 mars      | Grand Prix du Brésil          | Interlagos        | Michael Schumacher | Ferrari          | Mika Häkkinen      | Michael Schumacher | Résumé |
| 649 | 9 avril      | Grand Prix de Saint-Marin     | Imola             | Michael Schumacher | Ferrari          | Mika Häkkinen      | Mika Häkkinen      | Résumé |
| 650 | 23 avril     | Grand Prix de Grande-Bretagne | Silverstone       | David Coulthard    | McLaren-Mercedes | Rubens Barrichello | Mika Häkkinen      | Résumé |
| 651 | 7 mai        | Grand Prix d'Espagne          | Barcelone         | Mika Häkkinen      | McLaren-Mercedes | Michael Schumacher | Mika Häkkinen      | Résumé |
| 652 | 21 mai       | Grand Prix d'Europe           | Nürburgring       | Michael Schumacher | Ferrari          | David Coulthard    | Michael Schumacher | Résumé |
| 653 | 4 juin       | Grand Prix de Monaco          | Monaco            | David Coulthard    | McLaren-Mercedes | Michael Schumacher | Mika Häkkinen      | Résumé |
| 654 | 18 juin      | Grand Prix du Canada          | Montréal          | Michael Schumacher | Ferrari          | Michael Schumacher | Mika Häkkinen      | Résumé |
| 655 | 2 juillet    | Grand Prix de France          | Magny-Cours       | David Coulthard    | McLaren-Mercedes | Michael Schumacher | David Coulthard    | Résumé |
| 656 | 16 juillet   | Grand Prix d'Autriche         | A1-Ring           | Mika Häkkinen      | McLaren-Mercedes | Mika Häkkinen      | David Coulthard    | Résumé |
| 657 | 30 juillet   | Grand Prix d'Allemagne        | Hockenheim        | Rubens Barrichello | Ferrari          | David Coulthard    | Rubens Barrichello | Résumé |
| 658 | 13 août      | Grand Prix de Hongrie         | Budapest          | Mika Häkkinen      | McLaren-Mercedes | Michael Schumacher | Mika Häkkinen      | Résumé |
| 659 | 27 août      | Grand Prix de Belgique        | Spa-Francorchamps | Mika Häkkinen      | McLaren-Mercedes | Mika Häkkinen      | Rubens Barrichello | Résumé |
| 660 | 10 septembre | Grand Prix d'Italie           | Monza             | Michael Schumacher | Ferrari          | Michael Schumacher | Mika Häkkinen      | Résumé |
| 661 | 24 septembre | Grand Prix des États-Unis     | Indianapolis      | Michael Schumacher | Ferrari          | Michael Schumacher | David Coulthard    | Résumé |
| 662 | 8 octobre    | Grand Prix du Japon           | Suzuka            | Michael Schumacher | Ferrari          | Michael Schumacher | Mika Häkkinen      | Résumé |
| 663 | 22 octobre   | Grand Prix de Malaisie        | Sepang            | Michael Schumacher | Ferrari          | Michael Schumacher | Mika Häkkinen      | Résumé |

## Classement des pilotes
| Classement | Pilote                | Points | AUS | BRA | SMA | GBR | ESP | EUR | MON | CAN | FRA | AUT | ALL | HUN | BEL | ITA | USA | JAP | MAL |
| ---------- | --------------------- | ------ | --- | --- | --- | --- | --- | --- | --- | --- | --- | --- | --- | --- | --- | --- | --- | --- | --- |
| Champion   | Michael Schumacher    | 108    | 10  | 10  | 10  | 4   | 2   | 10  | -   | 10  | -   | -   | -   | 6   | 6   | 10  | 10  | 10  | 10  |
| 2e         | Mika Häkkinen         | 89     | -   | -   | 6   | 6   | 10  | 6   | 1   | 3   | 6   | 10  | 6   | 10  | 10  | 6   | -   | 6   | 3   |
| 3e         | David Coulthard       | 73     | -   | -   | 4   | 10  | 6   | 4   | 10  | -   | 10  | 6   | 4   | 4   | 3   | -   | 2   | 4   | 6   |
| 4e         | Rubens Barrichello    | 62     | 6   | -   | 3   | -   | 4   | 3   | 6   | 6   | 4   | 4   | 10  | 3   | -   | -   | 6   | 3   | 4   |
| 5e         | Ralf Schumacher       | 24     | 4   | 2   | -   | 3   | 3   | -   | -   | -   | 2   | -   | -   | 2   | 4   | 4   | -   | -   | -   |
| 6e         | Giancarlo Fisichella  | 18     | 2   | 6   | -   | -   | -   | 2   | 4   | 4   | -   | -   | -   | -   | -   | -   | -   | -   | -   |
| 7e         | Jacques Villeneuve    | 17     | 3   | -   | 2   | -   | -   | -   | -   | -   | 3   | 3   | -   | -   | -   | -   | 3   | 1   | 2   |
| 8e         | Jenson Button         | 12     | -   | 1   | -   | 2   | -   | -   | -   | -   | -   | 2   | 3   | -   | 2   | -   | -   | 2   | -   |
| 9e         | Heinz-Harald Frentzen | 11     | -   | 4   | -   | -   | 1   | -   | -   | -   | -   | -   | -   | 1   | 1   | -   | 4   | -   | -   |
| 10e        | Jarno Trulli          | 6      | -   | 3   | -   | 1   | -   | -   | -   | 1   | 1   | -   | -   | -   | -   | -   | -   | -   | -   |
| 11e        | Mika Salo             | 6      | -   | -   | 1   | -   | -   | -   | 2   | -   | -   | 1   | 2   | -   | -   | -   | -   | -   | -   |
| 12e        | Jos Verstappen        | 5      | -   | -   | -   | -   | -   | -   | -   | 2   | -   | -   | -   | -   | -   | 3   | -   | -   | -   |
| 13e        | Eddie Irvine          | 4      | -   | -   | -   | -   | -   | -   | 3   | -   | -   |     | -   | -   | -   | -   | -   | -   | 1   |
| 14e        | Ricardo Zonta         | 3      | 1   | -   | -   | -   | -   | -   | -   | -   | -   | -   | -   | -   | -   | 1   | 1   | -   | -   |
| 15e        | Alexander Wurz        | 2      | -   | -   | -   | -   | -   | -   | -   | -   | -   | -   | -   | -   | -   | 2   | -   | -   | -   |
| 16e        | Pedro de la Rosa      | 2      | -   | -   | -   | -   | -   | 1   | -   | -   | -   | -   | 1   | -   | -   | -   | -   | -   | -   |
| 17e        | Johnny Herbert        | 0      | -   | -   | -   | -   | -   | -   | -   | -   | -   | -   | -   | -   | -   | -   | -   | -   | -   |
| 18e        | Pedro Diniz           | 0      | -   | -   | -   | -   | -   | -   | -   | -   | -   | -   | -   | -   | -   | -   | -   | -   | -   |
| 19e        | Marc Gene             | 0      | -   | -   | -   | -   | -   | -   | -   | -   | -   | -   | -   | -   | -   | -   | -   | -   | -   |
| 20e        | Nick Heidfeld         | 0      | -   | -   | -   | -   | -   | -   | -   | -   | -   | -   | -   | -   | -   | -   | -   | -   | -   |
| 21e        | Gaston Mazzacane      | 0      | -   | -   | -   | -   | -   | -   | -   | -   | -   | -   | -   | -   | -   | -   | -   | -   | -   |
| 22e        | Jean Alesi            | 0      | -   | -   | -   | -   | -   | -   | -   | -   | -   | -   | -   | -   | -   | -   | -   | -   | -   |
| 23e        | Luciano Burti         | 0      |     |     |     |     |     |     |     |     |     | -   |     |     |     |     |     |     |     |

## Classement des constructeurs
| Classement | Écurie             | Points | AUS | BRA | SMA | GBR | ESP | EUR | MON | CAN | FRA | AUT | ALL | HUN | BEL | ITA | USA | JAP | MAL |
| ---------- | ------------------ | ------ | --- | --- | --- | --- | --- | --- | --- | --- | --- | --- | --- | --- | --- | --- | --- | --- | --- |
| Champion   | Ferrari            | 170    | 16  | 10  | 13  | 4   | 6   | 13  | 6   | 16  | 4   | 4   | 10  | 9   | 6   | 10  | 16  | 13  | 14  |
| 2e         | McLaren-Mercedes   | 152    | -   | -   | 10  | 16  | 16  | 10  | 11  | 3   | 16  | 6   | 10  | 14  | 13  | 6   | 2   | 10  | 9   |
| 3e         | Williams-BMW       | 36     | 4   | 3   | -   | 5   | 3   | -   | -   | -   | 2   | 2   | 3   | 2   | 6   | 4   | -   | 2   | -   |
| 4e         | Benetton-Playlife  | 20     | 2   | 6   | -   | -   | -   | 2   | 4   | 4   | -   | -   | -   | -   | -   | 2   | -   | -   | -   |
| 5e         | BAR-Honda          | 20     | 4   | -   | 2   | -   | -   | -   | -   | -   | 3   | 3   | -   | -   | -   | 1   | 4   | 1   | 2   |
| 6e         | Jordan-Mugen-Honda | 17     | -   | 7   | -   | 1   | 1   | -   | -   | 1   | 1   | -   | -   | 1   | 1   | -   | 4   | -   | -   |
| 7e         | Arrows-Supertec    | 7      | -   | -   | -   | -   | -   | 1   | -   | 2   | -   | -   | 1   | -   | -   | 3   | -   | -   | -   |
| 8e         | Sauber-Petronas    | 6      | -   | -   | 1   | -   | -   | -   | 2   | -   | -   | 1   | 2   | -   | -   | -   | -   | -   | -   |
| 9e         | Jaguar-Cosworth    | 4      | -   | -   | -   | -   | -   | -   | 3   | -   | -   | -   | -   | -   | -   | -   | -   | -   | 1   |
| 10e        | Minardi-Fondmetal  | 0      | -   | -   | -   | -   | -   | -   | -   | -   | -   | -   | -   | -   | -   | -   | -   | -   | -   |
| 11e        | Prost-Peugeot      | 0      | -   | -   | -   | -   | -   | -   | -   | -   | -   | -   | -   | -   | -   | -   | -   | -   | -   |

- Note : Lors du Grand Prix d'Autriche, le boîtier électronique de la monoplace de Mika Häkkinen ne disposait du nombre de scellés réglementaires. McLaren a donc été sanctionnée d'un retrait des 10 points du pilote finlandais. Häkkinen n'a pas été pénalisé, d'où une différence entre les points obtenus par les pilotes Mclaren et ceux de leur écurie[3].